# 8640 Ritaschulz
8640 Ritaschulz (1986 VX5) là một tiểu hành tinh vành đai chính được phát hiện ngày 6 tháng 11 năm 1986 bởi E. Bowell ở trạm Anderson Mesa thuộc Đài thiên văn Lowell.